# Cascade de la Reculaz
La cascade de la Reculaz est une chute d'eau de France située en Savoie, en Haute-Maurienne. Elle est formée par les eaux du ruisseau de la Reculaz qui, quittant le Plan des Évettes, se déversent dans des gorges au pied du Roc des Pareis et du mont Séti.

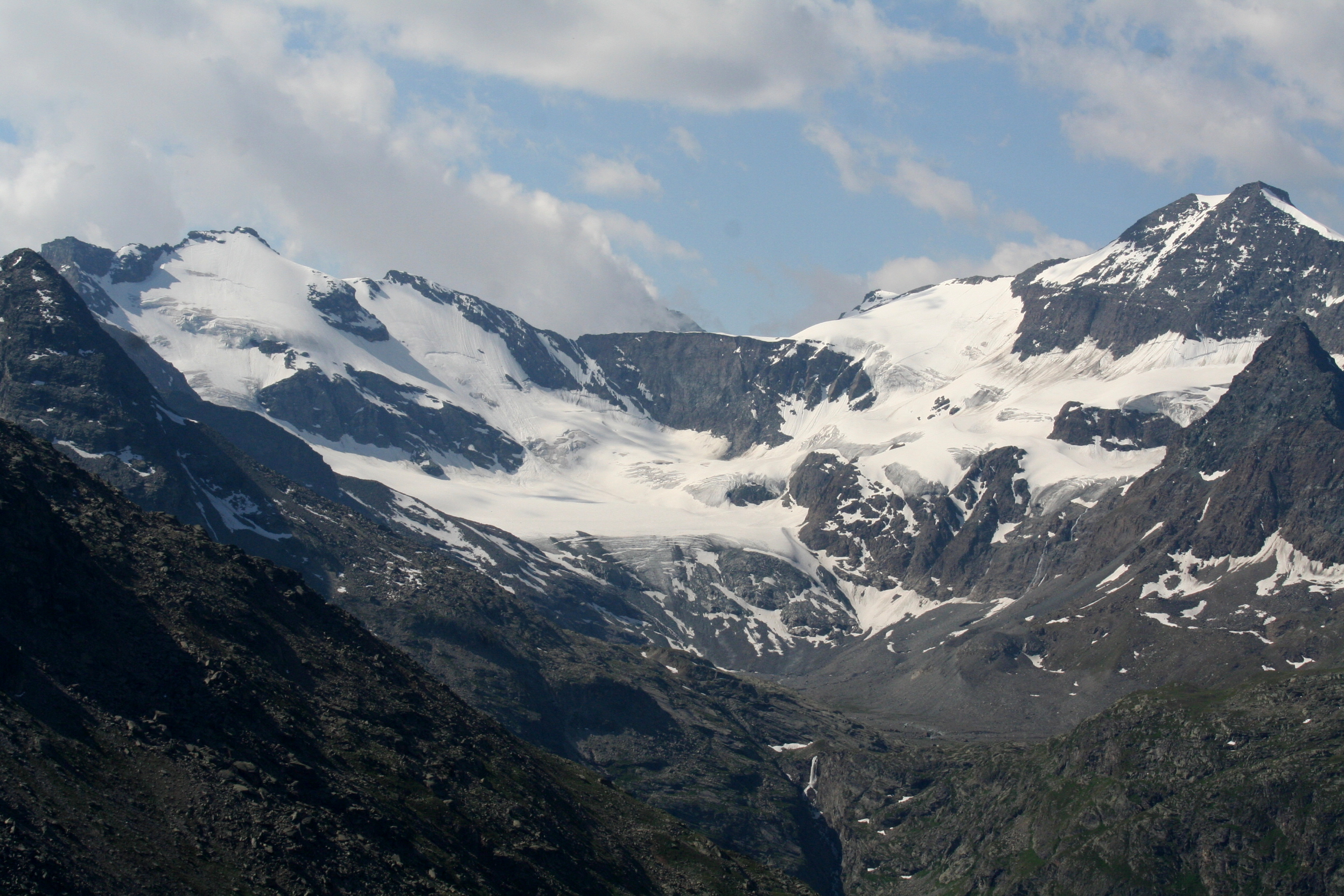
Vue distante du glacier des Évettes depuis le nord avec la cascade de la Reculaz en aval.